# Welriekende ganzenvoet
Welriekende ganzenvoet (Dysphania ambrosioides; basioniem: Chenopodium ambrosioides L.) is een eenjarige plant uit de amarantenfamilie (Amaranthaceae). De soort komt van nature voor in Midden- en Zuid-Mexico. De welriekende ganzenvoet heeft de naam te danken aan de citroengeur.
De plant kan 30–100 cm hoog worden. De kantige of geribde stengel, bladeren en bloemdek zijn bezet met zittende of kort gesteelde klierharen, die bij kneuzing een citroenachtige geur afgeven. De grootste bladeren kunnen meer dan 3 cm lang worden. De bladeren zijn verwijderd grof getand tot gelobd.

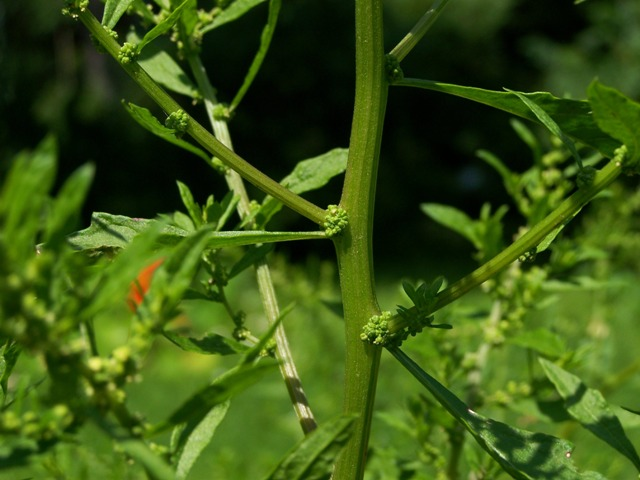
Stengel

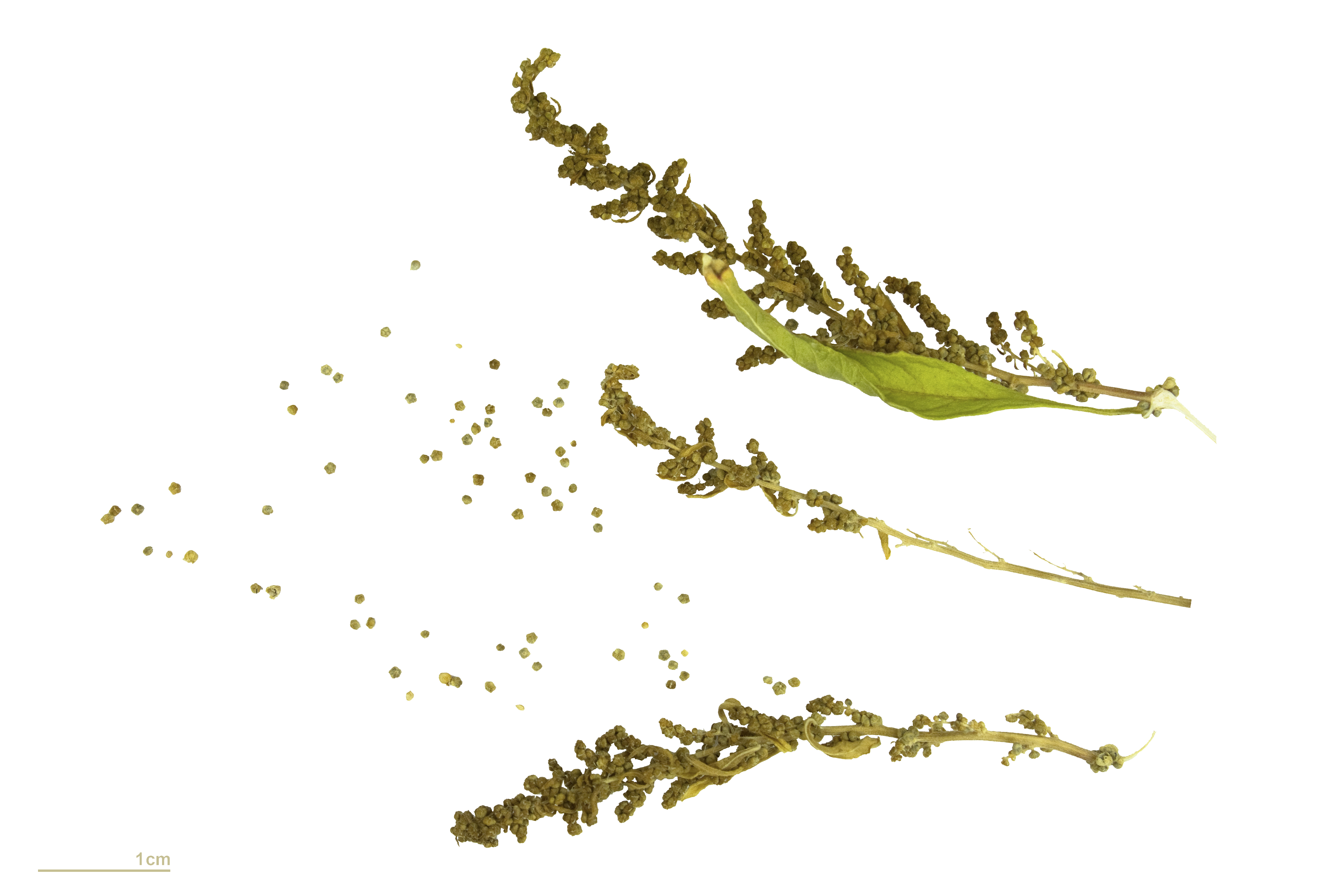
Plantdelen

De bloemen van de welriekende ganzenvoet zitten in bloemkluwens, die in 3–7 cm lange, bebladerde aren of pluimen zitten. De bloem is geelachtig met vier of vijf 0,7–1 mm lange bloemdekbladen, die voor ongeveer de helft met elkaar vergroeid zijn. In de bloem zitten vier of vijf meeldraden en drie stempels. De bloeitijd is van juli tot de herfst.
De roodbruine, eivormige, 0,6-1 × 0,4-0,5 mm grote vrucht is een eenzadig nootje, dat door de bloemdekbladen wordt omsloten.
De welriekende ganzenvoet komt voor op voedselrijke, omgewerkte grond.

## Toepassingen
In Guatemala en in Mexico vooral op het schiereiland Yucatán wordt de welriekende ganzenvoet als keukenkruid gebruikt.
Welriekende ganzenvoet levert chenopodiumolie, die als wormmiddel wordt ingezet. Ook thee getrokken van deze soort werd als geneesmiddel tegen wormen gebruikt. De etherische olie bevat tot 70% ascaridol en verder de monoterpenen limoneen, a-pineen, myrceen, p-cymeen, terpineen, thymol, kamfer en trans-isocarveol.

## Namen in andere talen
- Duits: Epazote
- Engels: Epazote, Wormseed, Jesuit's Tea, Mexican Tea, Herba Sancti Mariæ
- Frans: Épazote, fausse ambroisie, thé du Mexique, ansérine